# McKenzie River (Bemm River)
Der McKenzie River ist ein Fluss im östlichen Gippsland im Osten des australischen Bundesstaates Victoria.
Der Fluss entspringt unterhalb von Jungle Hill in einer Höhe von 349 m und mündet nach rund 14,5 Kilometern in den Bemm River.